# Kenny McCormick
Kenneth »Kenny« McCormick izmišljeni je lik, uz Stana Marsha, Kylea Broflovskoga i Erica Cartmana glavni protagonist u američkoj animiranoj seriji South Park. Njegov često prigušen i nerazumljiv glas dao mu je autor serije Matt Stone. Nakon ranih pojavljivanja u kratkim filmovima The Spirit of Christmas 1992. i 1995., Kenny se ponovno javio u televizijskim epizodama South Parka počevši od 13. kolovoza 1997., kao i u dugometražnome filmu South Park: Bigger, Longer & Uncut iz 1999. godine, gdje su njegovo inače zakriveno lice i glas bili prvi put otkriveni.
Kenny je učenik trećega (kasnije četvrtoga) razreda koji doživljava izvanredna iskustva netipična za uhodan život u svojemu rodnom gradu South Parku, gdje živi sa svojom obitelji pogođenom siromaštvom.
Lik je stekao popularnost zahvaljujući gegu tijekom prvih pet sezona serije. Kenny bi često patio i umirao mučnom smrću prije nego što bi se živ i zdrav vratio u sljedećoj epizodi s malo ili bez ikakva objašnjenja. Stan bi se pritom često koristio krilaticom »O, moj Bože! Ubili su Kennyja!«, nakon čega bi Kyle uzviknuo »Gade!« ili »Gadovi!«. Od šeste sezone nastale 2002. godine, autori serije rijetko su iznova ubijali Kennyja. Različite epizode postavile su geg ponekad predstavljajući alternativna objašnjenja za Kennyjeva nepriznata ponovna pojavljivanja.
Prvi, jedini i posljednji put kada se Kennyja čulo kako govori naglas i neprigušeno, a da to nisu njegove misli koje se čuju u epizodi »Turd Burglars«, bilo je kada mu je lice bilo potpuno raskriveno u Bigger, Longer & Uncut.

## Uloga

### Televizijska serija
Kenny pohađa osnovnu školu South Park te ide u 4. razreda Mr. Garrisona. Tijekom prvih 58 epizoda, Kenny i ostali glavni dječji likovi bili su 3. razred. Kenny dolazi iz siromašne obitelji, kojom upravlja njegov otac alkoholičar, nezaposleni Stuart McCormick. Njegova majka, Carol McCormick, kao posao pere posuđe u Olive Gardenu. Kenny ima starijeg brata po imenu Kevin i mlađu sestru. Kenny je u grupi prijatelja sa Stanom, Kyleom, Cartmanom i Buttersom. Kennyja redovito zadirkuju zbog života u siromaštvu, a osobito Cartman.
Kennyjev superherojski alter ego, Mysterion, prvi put se pojavio u 13. sezoni epizode The Coon, kao suparnik istoimenom superherojskom alter egu Erica Cartmana. On se razotkriva na kraju epizode, ali je njegov identitet gledatelju namjerno ostavljen dvosmislen. Nije otkriveno da je on Kenny sve do epizode 14. sezone Mysterion Rises, trećeg pojavljivanja Mysteriona kao dijela priče.

### Ostalo
Kenny je imao glavnu ulogu u filmu South Park: Bigger, Longer & Uncut, a pojavio se na soundtracku filma prigušeno pjevajući nekoliko stihova pjesme Mountain Town. Kao posveta skeču Dead Parrot, kratki film koji prikazuje Kennyja kao »mrtvog prijatelja« kojeg Cartman vraća u trgovinu koju vodi Kyle, emitiran je 1999. tijekom BBC-ove televizijske emisije. Kenny je također prikazan u dokumentarnom filmu The Aristocrats, slušajući Cartmana kako priča svoju verziju naslovne šale iz filma, te u The Gauntlet, kratkom filmu koji lažira Gladijatora i Battlefield Earth koji je emitiran tijekom dodjele MTV Movie Awards 2000. godine.
Kenny se također pojavljuje u 6 videoigara povezanih sa South Parkom. U videoigri South Park Kennyja kontrolira igrač kroz način pucanja u prvom licu koji pokušava odvratiti neprijatelje od teroriziranja grada. U Chef's Luv Shack, igrač ima opciju igrati kao Kenny kada sudjeluje u igrici temeljenih na drugim popularnim arkadnim igrama. U trkaćoj igri South Park Rally, igrač se može utrkivati kao Kenny protiv drugih igrača koji igraju kao drugi likovi, dok ga odabire staviti u bilo koje od raznih vozila. U igri Let's Go Tower Defense Play, Kenny se može odabrati kao lik za igru koji se koristi za uspostavljanje obrane tornja. U igri The Stick of Truth, Kenny (kao Princess Kenny) može biti odabran kao lik tijekom većeg dijela igre. U igri The Fractured But Whole, Kenny je njegov alter ego Mysterion s kojim igrač ima opciju igrati.

## Stvaranje i dizajn
Kada su razvijali lika, kreatori serije primijetili su da većina grupa prijatelja iz djetinjstva u malim gradovima srednje klase uvijek uključuje jedno jadno dijete i odlučili su prikazati Kennyja upravo kao jadno dijete. U intervjuu iz 2000. Trey Parker rekao je da je Kenny nastao prema njegovom prijatelju iz djetinjstva koji se također zvao Kenny i nosio narančasti skafander i kapuljaču koja mu je prigušivala glas. On je bio najsiromašnije dijete u susjedstvu te često je bježao iz škole zbog čega su Parker i njegovi prijatelji u šali govorili da je umro, samo da bi se on kasnije vratio u školu.
Bezimena preteča Kennyja se prvi put pojavio u prvom kratkom filmu nazvanom Jesus vs. Frosty, koji su stvorili Trey Parker i Matt Stone 1992. dok su bili studenti na Sveučilištu Colorado. Lik je bio sastavljen od isječaka građevinskog papira i animiran korištenjem stop motiona. Kada 3 tri godine kasnije prijatelj Brian Graden dobio zadatak da napravi još jedan kratki film kao božićnu video čestitku koju bi mogao poslati prijateljima, Parker i Stone stvorili su još jedan sličan kratki animirani film nazvan Jesus vs. Santa. U tom kratkom filmu Kenny dobiva svoje ime i prvi put se pojavljuje u seriji. Kenny se sljedeći put pojavio 13. kolovoza 1997., kada je South Park debitirao na Comedy Centralu s epizodom Cartman Gets an Anal Probe.
U skladu sa stilom animacije serije, Kenny je sastavljen od jednostavnih geometrijskih oblika i primarnih boja. Njemu se ne nudi isti slobodan raspon kretanja kao rukom nacrtani likovi, a njegov lik je uglavnom prikazan samo iz jednog kuta, a njegovi pokreti su animirani na namjerno trzav način. Još od druge epizode serije, Weight Gain 4000, Kenny je, kao i svi ostali likovi u seriji, animiran računalnim softverom, iako je prikazan kako bi ostavio dojam da serija još uvijek koristi originalnu tehniku.

## Smrti
Prije 6 sezone, Kenny je umro u gotovo svakoj epizodi. Smrt je često bila jeziva i prikazivana na komično apsurdan način, a obično bi Stan vikao: „O, moj Bože! Ubili su Kennyja!”, a Kyle bi zatim rekao: „Gade!” ili „Gadovi!” Ubrzo nakon toga obično bi se pojavili štakori koji bi počeli čeprkati po Kennyjevom lešu. U sljedećoj epizodi Kenny bi se ponovno pojavio živ i zdrav. U epizodi Cherokee tamponima za kosu, Kenny se iritira i uvrijedi kada Stan žali za Kyleovim kritičnim stanjem dok potpuno ignorira Kennyjeve prošle smrti. Cartman je komentirao Kennyjevu smrt u epizodi Cartmanland kada je optužen za nesigurne vožnje inzistirajući odvjetnicima koji zastupaju njegovu obitelj. U Mr. Hankey, the Christmas Poo, dok se epizoda bliži kraju, djeca kažu da se nešto čini nedovršenim, a Kenny slavi kada se pojavi znak The End jer to bila prva epizoda u seriji koju je preživio.
Pred kraj produkcije 5 sezone serije, Parker i Stone razmišljali su o epizodi u kojoj bi Kenny bio trajno ubijen. Razlog za ideju bio je istinski iznenaditi obožavatelje i omogućiti priliku da se osigura glavna uloga Buttersu, probojnom liku čija je popularnost rasla među gledateljima i kreatorima serije. U epizodi Kenny Dies, Kenny umire nakon razvoja terminalne mišićne distrofije, dok su Parker i Stone tvrdili da se Kenny neće vratiti u sljedećim epizodama. Njih dvojica tvrdili su kako su se umorili od održavanja tradicije da Kenny umire u svakoj epizodi. Stone je izjavio da je razmišljanje o šaljivim načinima ubijanja lika u početku bilo zabavno, ali je postalo sve dosadnije kako je serija napredovala. Kada su zaključili da bi bilo preteško razviti lika, Parker i Stone odlučili su trajno ubiti Kennyja.
Veći dio 6. sezone, Kenny je ostao mrtav, a Stone i Parker zabavljali su se idejom da konačno vrate lika nazad. Prema Stoneu, samo je mala manjina obožavatelja bila značajno ljuta Kennyjevom odsutnošću da zaprijeti bojkotom Comedy Centrala na kojem se emitira South Park. Veći dio sezone, Stan, Kyle i Cartman ispunjavaju prazninu koju je ostavio Kenny puštajući Buttersa i Tweeka u svoju grupu, usprkos tome, Kenny se vratio nakon jednogodišnjeg izbivanja u finalu šeste sezone Red Sleigh Down, od tada je ostao glavni lik i dobio je veće uloge u epizodama.
Prvo objašnjenje Kennyjeve smrti i ponovnog pojavljivanja dano je u Cartman joins NAMBLI, gdje McCormickovi imaju dijete točno poput Kennyja, uključujući karakterističnu narančastu jaknu, nedugo nakon što je Kenny umro. Stuart uzvikuje: „Bože, ovo mora biti pedeseti put da se ovo dogodilo.”, na što Carol brzo odgovara: „Pedeset i drugi.” To je objašnjenje prošireno u epizodama 14. sezone Coon 2: Hindsight, Mysterion Rises i Coon protiv Coona i prijatelja, u kojima Kenny, dok se igra superheroja sa svojim prijateljima, tvrdi da je njegova »supermoć« besmrtnost. On zapravo umire nekoliko puta tijekom tih epizoda, čak i više puta počini samoubojstvo, svaki put se ponovno probudivši živ i neozlijeđen u svom krevetu. Frustriran je i ljut što se nitko ne može sjetiti da je umro svaki put kad se regenerira i žudi saznati izvor svoje moći, koju smatra prokletstvom. Bez njegovog znanja, njegovi su roditelji prije bili povezani s kultom smrti Cthulhua. Nakon što se Kenny ubio po drugi put, Carol se budi uz vrisak: „Opet se događa!”, a nekoliko minuta kasnije prikazana je kako nježno stavlja novorođenče Kennyja u njegov krevet.
U epizodi Put It Down, izvan ekrana ga je telefonom ubio vozač, dok je njegova slika prikazana među slikama djece koju je ubio vozač dok su telefonom slali poruke u čast. U Bike Parade, Jeff govori Alexi da ubije Kennyja, a Cartman vuče njegov lijes dok se vozi biciklom u paradi. The Pandemic Special prikazuje kako policija ubija Kennyja dok su opremljeni vojnim oružjem kako bi se oduprili djeci koja se oslobađaju karantene zbog COVID-a.
U filmu Post Covid, kao znanstvenik milijunaš u budućnosti koji pronalazi uzrok COVID-a, Kenny umire zbog eksperimenta putovanja kroz vrijeme koji mu je donio varijantu pod nazivom COVID Delta+ Rewards. Ova smrt je poništena u filmu Post Covid: The Return of Covid nakon putovanja Stana, Kylea i Cartmana u prošlost.

## Kulturni utjecaj
Kennyjeva smrt dobro je poznata u popularnoj kulturi i bila je jedna od stvari koje su gledatelji najčešće povezivali s South Parkom tijekom ranijih sezona. IGN je svrstao Kennyja na 6. mjesto na njihovoj listi 25 najboljih likova iz South Parka. Uzvik „O moj Bože! Ubili su Kennyja!” brzo je postala popularna krilatica, dok su se, i Kenny, i fraza pojavljivali na nekim od najpopularnijih komada odjeće South Parka, uključujući košulje, naljepnice za branike, kalendare i bejzbolske kape te je inspirirao rap pjesmu Kenny's Dead Master P-a, koja se nalazila na albumu Chef Aid: The South Park.
Ubrzana šala o Kennyjevoj smrti u ranijim sezonama uklopljena je u epizodu iz 2005. – Najbolji prijatelji zauvijek kada se Kenny, u vegetativnom stanju, održava na životu pomoću cijevi za hranjenje, dok je izbijao medijski cirkus oko toga treba li cijev ukloniti i dopustiti Kennyju da umre. Epizoda je dobila veliku pozornost jer je služila kao komentar na slučaj Terri Schiavo, izvorno emitirana samo dan prije nego što je Schiavo umro. Epizoda je South Parku donijela prvu nagradu za izvanredan animirani program.
Kennyjeva smrt bila je predmet mnogih kritičkih analiza u medijima i književnom svijetu. U knjizi South Park and Philosophy: Bigger, Longer, and More Penetrating, esej profesora filozofije Sveučilišta Southern Illinois Randall Auxier, pod naslovom Killing Kenny: Our Daily Dose of Death, sugerira da moda ponavljajućeg gega služi kao pomoć gledatelju da mu postane ugodnije s neizbježnošću vlastite smrti. U knjizi South Park and Philosophy: You Know, I Learned Something Today, profesorica Karin Fry sa Sveučilišta Wisconsin-Stevens Point napisala je esej o paralelama između Kennyjeve uloge u seriji i različitih koncepata egzistencijalizma.
Kada je Sophie Rutschmann sa Sveučilišta u Strasbourgu otkrila mutirani gen koji uzrokuje umiranje odrasle vinske mušice unutar dva dana nakon što je zaražena određenim bakterijama, nazvala je gen »Kenny« u čast lika iz South Parka.

## Glas
Učinak Kennyjevog govora postigao se tako što je Stone mrmljao u vlastitu ruku dok izgovara Kennyjeve rečenice. Dok je izvorno Kennyju dao glas bez ikakve računalne tehnike, Stone kasnije to čini govoreći u svom normalnom rasponu glasa, a zatim dodaje djetinjastu infleksiju. Snimljeni zvuk se zatim uređuje s Pro Tools, a visina se mijenja kako bi glas zvučao sličnije glasu učenika 4. razreda. Kao što tehnika Kennyjevog izgovora često implicira, mnogi njegovi stihovi su dosta profani i seksualno eksplicitni, od kojih je dulje Stone uglavnom improvizirao.
Prvi se put pojavio nezaklonjen svojom kapuljačom u filmu South Park: Bigger, Longer & Uncut, gdje je otkriveno da ima neurednu plavu kosu. Mike Judge dao je glas za Kennyjev jedan redak neizoliranog dijaloga u kojem izgovara „Zbogom, dečki.” prije nego što je u filmu otišao u pakao kako bi zaustavio Sotonino pokoravanje svijeta. U nekoliko navrata tijekom epizoda koje su izvorno emitirane od izlaska filma, viđen je bez svoje jakne. Međutim, za razliku od Bigger, Longer & Uncut njegovo je cijelo lice viđeno samo 3 puta u televizijskoj seriji bez da je djelomično zaklonjeno ili na neki drugi način izmijenjeno, a to je bilo u The Losing Edge, The Jeffersons i You're Getting Star. On također govori neprigušeno tijekom nekih od ovih slučajeva, u kojem slučaju koproducent Eric Stough daje Kennyjev glas. Tijekom epizoda u 13. i 14. sezoni, Kenny ima svoju prvu veću govornu ulogu kao superheroj Mysterion.

## Osobnost
Dok su većina dječjih likova u seriji prostaci, Kenny je često još rizičniji sa svojim dijalozima. Parker i Stone navode da prikazuju Kennyja i njegove prijatelje na taj način kako bi pokazali kako mladi dječaci stvarno razgovaraju kada su sami. Dok je Kenny često ciničan i profan, Parker primjećuje da ipak postoji »slatki« aspekt u pozadini lika, a časopis Time opisao je Kennyja i njegove prijatelje kao „ponekad okrutne, ali s jezgrom nevinosti”. Kenny je prikazan kako želi snošaj u epizodi The Ring, kada Kenny ima djevojku i presretan je saznavši da je ona na glasu kao drolja. Kenny je također razvratan te  ga se često prikazuje kao željnog činiti i govoriti »odvratne« stvari u pokušaju da impresionira druge ili zaradi novac. Suprotno tome, njegov alter ego Mysterion naizgled je zreo, načelan i ozbiljan, a jedina iznimka je jedan primjer u Mysterion Rises u kojem uživa u iritiranju Cartmana. Kao Mysterion uvjerava svoje roditelje da se bolje brinu za sebe i svoju djecu. Također koristi svoju masku da zaštiti svoju sestru Karen, koja Mysteriona naziva svojim »anđelom čuvarom«. Međutim, u svim svojim oblicima, Kenny je prikazan kao neuobičajeno nesebičan, i netko tko umire za dobrobit drugih te provodi sve svoje vrijeme radeći kako bi svojoj mlađoj sestri mogao kupiti lutku. U trilogiji epizoda Black Friday, A Song of Ass and Fire i Titties and Dragons, u kojoj dječaci igraju glumačke likove iz TV serije Igra prijestolja, Kenny se preoblači u stilu princeze s perikom i haljinom sličnom liku iz videoigre te u jednom trenutku postaje anime lik koji govori japanski. Kada se Cartman požalio na njega, Kenny, preko svog prevoditelja Stana, ljutito odgovara Cartmanu nazivajući ga »lezbijkom koja liže jaja«.